# Hayden Rorke
Hayden Rorke, pseudonimo di William Henry Rorke (Brooklyn, 23 ottobre 1910 – Toluca Lake, 19 agosto 1987), è stato un attore statunitense.

## Biografia
Figlio dell'attrice Margaret Rorke (il cui cognome da nubile era Hayden, da cui William prese il suo nome d'arte) studiò presso i gesuiti alla Brooklyn Preparatory School e poi alla American Academy of Dramatic Arts. Iniziò la sua carriera nel mondo dello spettacolo durante gli anni trenta in produzioni teatrali con la Hampden Theatrical Company. Durante la seconda guerra mondiale servì nel United States Army e, per via dei suoi trascorsi teatrali, venne scelto per partecipare al film di propaganda This Is the Army (1943), al fianco di Ronald Reagan.
Terminata la guerra, si congedò dall'esercito e lavorò a Broadway, ottenendo però solo piccoli ruoli che lo portarono a ritornare a Hollywood nel 1949, quando ottenne una parte in La sete dell'oro. Negli anni seguenti continuò a lavorare nel cinema ma prese parte a un numero sempre maggiore di produzioni televisive, ottenendo particolare successo con la sitcom Mr. Adams and Eve e con il telefilm Strega per amore.
Morì a 76 anni per un mieloma multiplo.

## Vita privata
Omosessuale, ebbe una relazione duratura con Jus Addiss.

## Filmografia parziale

### Cinema
- This is the Army, regia di Michael Curtiz (1943)
- La sete dell'oro (Lust for Gold), regia di S. Sylvan Simon (1949)
- La corda di sabbia (Rope of Sand), regia di William Dieterle (1949)
- Spada nel deserto (Sword in the Desert), regia di George Sherman (1949)
- Kim, regia di Victor Saville (1950)
- The Magnificent Yankee, regia di John Sturges (1950)
- I filibustieri delle Antille (Double Crossbones), regia di Charles Barton (1951)
- Tutto per tutto (Inside Straight), regia di Gerald Mayer (1951)
- Papà diventa nonno (Father's Little Dividend, regia di Vincente Minnelli (1951)
- Francis alle corse (Francis Goes to the Races), regia di Arthur Lubin (1951)
- Il principe ladro (The Prince Who Was a Thief), regia di Rudolph Maté (1951)
- L'avventuriera (The Law and the Lady), regia di Edwin H. Knopf (1951)
- Un americano a Parigi (An American in Paris), regia di Vincente Minnelli (1951)
- Quando i mondi si scontrano (When Worlds Collide), regia di Rudolph Maté (1951)
- Starlift, regia di Roy Del Ruth (1951)
- C'è posto per tutti (Room for One More), regia di Norman Taurog (1952) - scene cancellate
- Topkid eroe selvaggio (Wild Stallion), regia di Lewis D. Collins (1952)
- Gonne al vento (Skirts Ahoy!), regia di Sidney Lanfield (1952)
- Il prezzo del dovere (Above and Beyond), regia di Melvin Frank, Norman Panama (1952)
- La marcia del disonore (Rogue's March), regia di Allan Davis (1953)
- Storia di tre amori (The Story of Three Loves), regia di Vincente Minnelli, Gottfried Reinhardt (1953)
- Il cammino delle stelle (The Star Are Singing), regia di Norman Taurog (1953)
- I professori non mangiano bistecche (Confidentially Connie), regia di Edward Buzzell (1953)
- La ragazza della porta accanto (The Girl Next Door), regia di Richard Sale (1953)
- Il sergente Bum! (South Sea Woman), regia di Arthur Lubin (1953)
- Project Moon Base, regia di Richard Talmadge (1953)
- La tunica (The Robe), regia di Henry Koster (1953)
- Un pizzico di fortuna (Lucky Me), regia di Jack Donohue (1954)
- Rullo di tamburi (Drum Beat), regia di Delmer Daves (1954)
- Bandiera di combattimento (The Eternal Sea), regia di John H. Auer (1954)
- Secondo amore (All That Heaven Allows), regia di Douglas Sirk (1955)
- Contrabbando sul Mediterraneo (Tip on a Dead Jockey), regia di Richard Thorpe (1957)
- La tentazione del signor Smith (This Happy Feeling), regia di Blake Edwards (1958)
- Il frutto del peccato (The Restless Years), regia di Helmut Käutner (1958)
- Uno sconosciuto nella mia vita (A Stranger in my Arms), regia di Helmut Käutner (1959)
- Il letto racconta (Pillow Talk), regia di Michael Gordon (1959)
- Alla conquista dell'infinito (Wernher von Braun), regia di J. Lee Thompson (1960)
- Merletto di mezzanotte (Midnight Lace), regia di David Miller (1960)
- Vento caldo (Parrish), regia di Dalmer Daves (1961)
- Dimmi la verità (Tammy Tell Me Truth), regia di Harry Keller (1961)
- Il sentiero degli amanti (Back Street), regia di David Miller (1961)
- Angeli con la pistola (Pocketful of Miracle), regia di Frank Capra (1961)
- Quella nostra estate (Spencer's Mountain), regia di Delmer Daves (1963)
- Quel certo non so che (The Thrill of It All), regia di Norman Jewison (1963)
- Voglio essere amata in un letto d'ottone (The Unsinkable Molly Brown), regia di Charles Walters (1964)
- Madame P... e le sue ragazze (A House Is Not a Home), regia di Russell Rouse (1964)
- Vorrei non essere ricca! (I'd Rather Be Rich), regia di Jack Smight (1964)
- Scandalo in società (Youngblood Hawke), regia di Delmer Daves (1964)
- Passi nella notte (The Night Walker), regia di William Castle (1964)
- La TV ha i suoi primati (The Barefoot Executive), regia di Robert Butler (1971)

### Televisione
- The Whistler – serie TV, episodio 1x38 (1955)
- TV Reader's Digest – serie TV, episodi 2x02 (1955)
- Screen Directors Playhouse – serie TV, episodi 1x01-1x25 (1955-1956)
- Climax! – serie TV, episodio 2x47 (1956)
- General Electric Theater – serie TV, episodio 4x29 (1956)
- Mr. Adams and Eve – serie TV, 9 episodi (1957-1958)
- L'uomo ombra (The Thin Man) – serie TV, episodio 2x01 (1958)
- Peter Gunn – serie TV, episodio 3x19 (1961)
- Ispettore Dante (Dante) – serie TV, episodio 1x12 (1961)
- Ai confini della realtà (The Twilight Zone) – serie TV, episodio 2x16 (1961)
- Thriller – serie TV, episodio 1x29 (1961)
- Corruptors (Target: The Corruptors) – serie TV, episodi 1x11-1x30 (1961-1962)
- Dakota (The Dakotas) – serie TV, episodio 1x13 (1963)
- La legge del Far West (Temple Houston) – serie TV, episodio 1x03 (1963)
- Sui sentieri del West (The Outcasts) – serie TV, episodio 1x10 (1968)
- Ellery Queen – serie TV, episodio 1x09 (1975)
- Suddenly, Love, regia di Stuart Margolin – film TV (1978)

## Doppiatori italiani
- Bruno Persa in La tentazione del signor Smith, Il sentiero degli amanti
- Manlio Busoni in Un americano a Parigi
- Giorgio Capecchi in Rullo di tamburi
- Amilcare Pettinelli in Secondo amore
- Cesare Fantoni in Il letto racconta…
- Riccardo Mantoni in Alla conquista dell'infinito
- Giovanni Saccenti in Merletto di mezzanotte
- Gualtiero De Angelis in Dimmi la verità
- Romano Ghini in Strega per amore